# Matelot Leblanc
Le Matelot Leblanc est un torpilleur de la Marine française. 
C'est l'ancien destroyer de la marine austro-hongroise SMS Dukla de classe Tátra (classe Triglav de remplacement) transféré à la France au titre des dommages de guerre.